# Station Rhyl
Rhyl is een spoorwegstation van National Rail in Denbighshire in Wales. Het station is eigendom van Network Rail en wordt beheerd door Transport for Wales. Het station is geopend in 1848.